# Франк, Рене
Рене Ж. Франк (фр. Rene G. Frank; 22 февраля 1898, Брюссель — 4 сентября 1983) — бельгийский спортивный функционер. Президент Международной федерации хоккея на траве в 1966—1983 годах.

## Биография
Рене Франк родился 22 февраля 1898 года в бельгийском городе Брюссель.
В 1950—1966 годах занимал пост генерального секретаря Международной федерации хоккея на траве, в 1966—1983 годах — её президентом. В период его руководства начал проводиться чемпионат мира среди мужчин и женщин, а на летних Олимпийских играх наряду с мужскими стали выступать женские команды. Франк был инициатором проведения чемпионата Азии и унификации правил хоккея на траве на континенте.
Умер 4 сентября 1983 года.
В 1984 году награждён серебряным Олимпийским орденом посмертно.

## Память
В 1984 году был учреждён трофей Super Fair Play имени Рене Франка. Международная федерация хоккея на траве присуждает его каждые два года на конгрессе ФИХ мужской или женской взрослой или юниорской команде или её отдельному представителю за проявление высокого спортивного духа за два или четыре года.